# Antonio Franco Estadella
Antonio Franco Estadella (Barcelona, 17 de gener de 1947 — Barcelona, 25 de setembre de 2021) fou un periodista català. Va ser director d'El Periódico de Catalunya en dues etapes.

## Biografia
Nascut a Barcelona, tot i que la seva família era lleidatana, els seus pares el van induir a estudiar Econòmiques, però no va arribar a acabar aquests estudis. El 1968 es llicencià en periodisme a l'Escola de Periodisme de l'Església i l'any 1969 fou director del setmanari El Maresme, nascut el 21 de novembre d'aquell any, que va ser tancat pel règim franquista. De 1969 a 1978 treballà, entre d'altres, al Diari de Barcelona (del que en fou sotsdirector el 1976) i a Destino (sota les ordres de Nèstor Luján), i col·laborà a les revistes satíriques Barrabás i El Papus. Durant el franquisme fou membre actiu del Grup Democràtic de Periodistes.
Fou el fundador i primer director d'El Periódico de Catalunya del 1978 fins al 1982 amb Antonio Asensio. El 1982 va dirigir la l'edició per a Catalunya del diari El País. El 1988 va tornar a la direcció d'El Periódico de Catalunya fins al 2006 quan un infart de miocardi el va obligar a apartar-se de la primera línia del diari. Fou assessor de la presidència del Grup Zeta.
Antonio Franco va ser professor de disseny de diaris a la Universitat Autònoma de Barcelona. El febrer de 2010 fou nomenat president de l'Associació d'Amics de la UAB. Era membre de l'Institut Internacional de Defensa de la Llibertat de Premsa, encarregat de defensar la llibertat d'expressió. Fou un dels redactors del codi deontològic del Col·legi de Periodistes de Catalunya. Contribuí a consolidar l'edició en català d'El Periódico de Catalunya, raó per la qual el 2006 li fou atorgada la Creu de Sant Jordi.
L'octubre de 2012 signà, juntament amb un centenar de professionals, un manifest a favor del federalisme espanyol i en contra la independència de Catalunya. El 2015 va donar suport a la confluència d'esquerres Catalunya Sí que es Pot.

## Obres
- Deporte y sociedad (1973)

## Premis i distincions
- Premi Luca de Tena de Periodisme, 2000.[8]
- Creu de Sant Jordi, 2006.[3]
- Premi Antonio Asensio de Periodisme, 2007[3]